# Église Saint-Martin de La Selle-Craonnaise
Pour les articles homonymes, voir Église Saint-Martin.
L'église Saint-Martin est une église catholique située à La Selle-Craonnaise, dans le département français de la Mayenne.

## Localisation
L'église est située dans le bourg de La Selle-Craonnaise, au croisement des routes départementales 111 et 150.

## Histoire
L'inventaire devait avoir lieu le 19 février 1906 mais se déroule finalement le 24, où l'agent accompagné de deux gendarmes profite d'obsèques pour accomplir sa besogne.

## Architecture et extérieurs
Le chevet en grès roussard date du XIIe siècle.
Le clocher tour hexagonal, édifié à la croisée du transept, date de 1872.

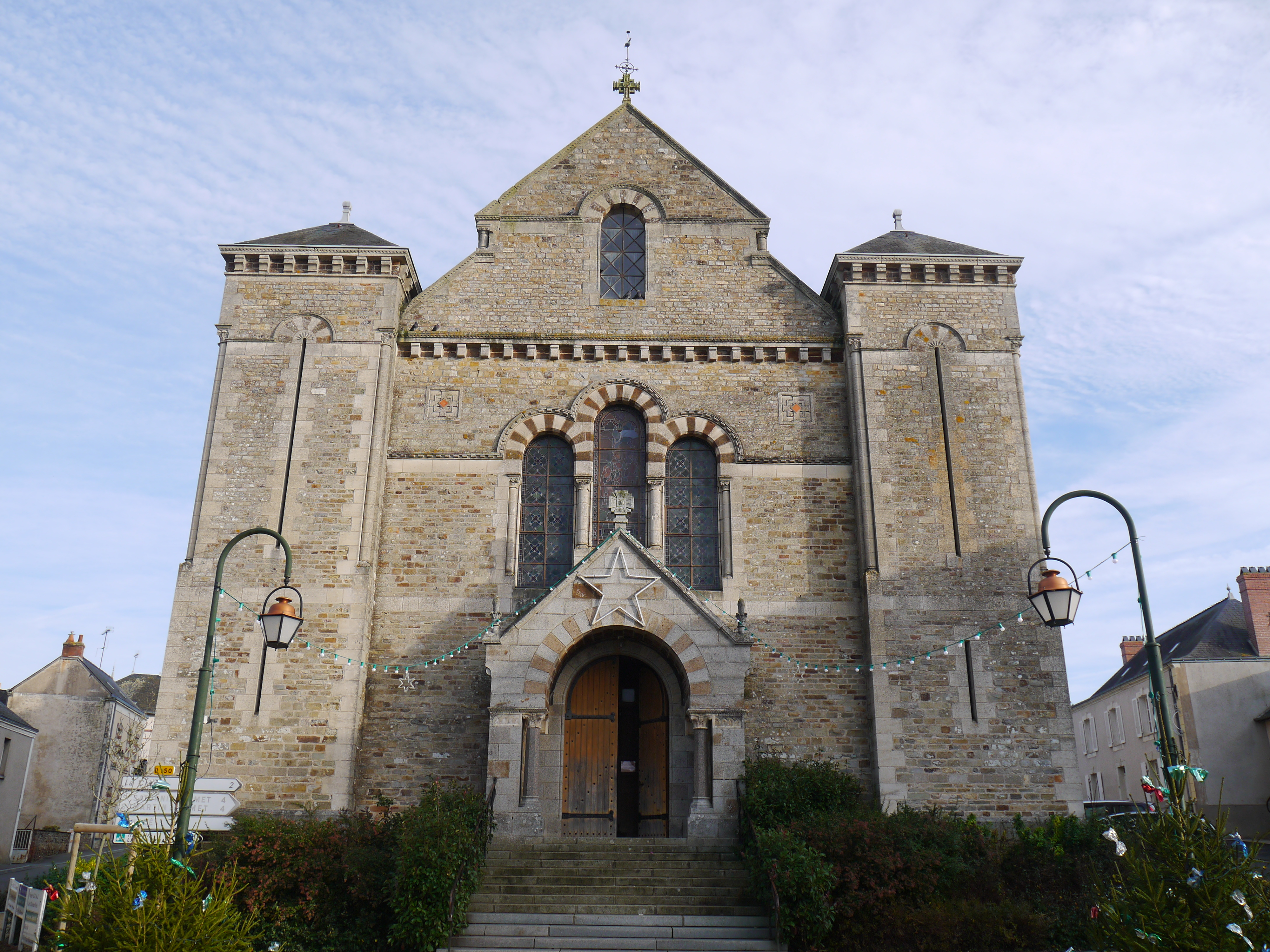
Le portail.
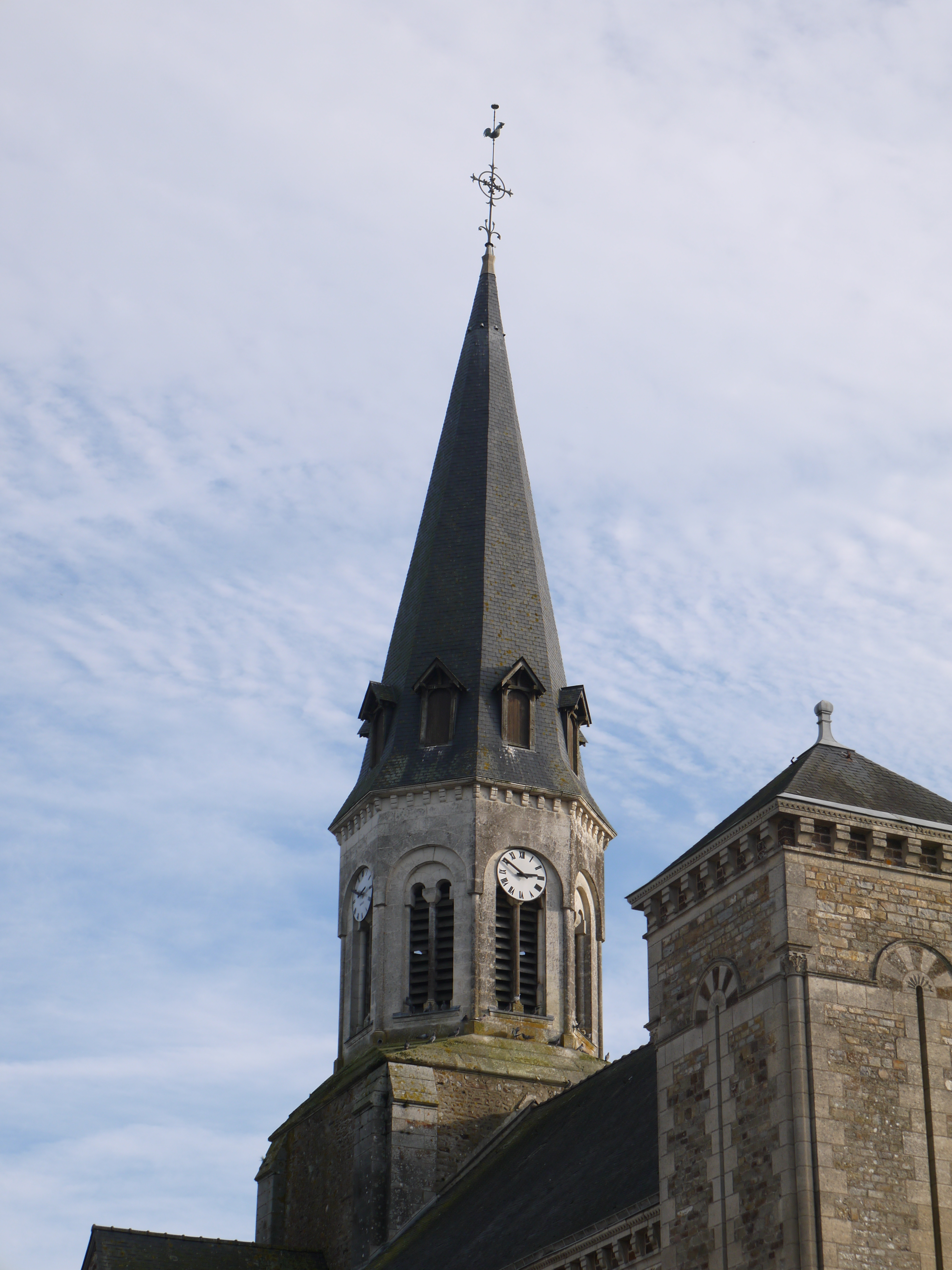
Le clocher.

## Intérieur
Le chœur subsiste de l'édifice roman primitif. Une arcade soutenue par des piliers massifs permet de prévenir les risques d'effondrement.
On signale en 1840 un autel dédié à saint Matthieu. L'autel du Rosaire est dû à Nicolas Beu, celui de la Vierge à M. Lenfantin (1717). Une des chapelles est refaite en 1855 par M. Rolland, architecte à Château-Gontier.
La nef, de style néo-byzantin, est l'œuvre de l'architecte Louis Garnier. Elle a été reconstruite en 1895 aux frais du duc de Broglie sur les intentions de la marquise d'Armaillé.
L'église abrite des fresques de la fin du XIXe siècle, dessinées par les frères Auguste et Ludovic Alleaume et exécutées par le peintre polonais Ladislas Dymkovski (les mêmes ont également collaboré ensemble pour les fresques de l'église Saint-Nicolas de Craon). De style art nouveau, ces fresques ont une inspiration plus décorative que mystique.